# Černá Dahlia
Černá Dahlia (v anglickém originále The Black Dahlia) je americký kriminální film z roku 2006. Režisérem filmu je Brian De Palma. Hlavní role ve filmu ztvárnili Josh Hartnett, Scarlett Johansson, Aaron Eckhart, Hilary Swank a Mia Kirshner.
Film je inspirován osudy Elizabeth Short, známé jako Černá Dahlia.

## Ocenění
Film byl nominován na Oscara v kategorii nejlepší kamera.

## Obsazení
| Josh Hartnett      | Dwight Bleichert   |
| Scarlett Johansson | Katherine Lake     |
| Aaron Eckhart      | Lee Blanchard      |
| Hilary Swank       | Madeleine Linscott |
| Mia Kirshner       | Elizabeth Short    |
| Mike Starr         | Russ Millard       |
| Fiona Shaw         | Ramona Linscott    |
| Patrick Fischler   | Ellis Loew         |
| Troy Evans         | Ted Green          |